# От
От (грч. Ὦτος) је у грчкој митологији било име више личности. Име От се помињало и у нордијској митологији.

## Етимологија
У преводу са грчког језика, име От би имало значење „онај који гура назад“. Неки извори наводе да је ово име изведено од речи oitos и има значење „пресуда“, „казна“, „осуда“, „страшни суд“, „пропаст“.

## Грчка митологија
- Био је један од Алоада, дрских гиганата који су се усудили да пркосе боговима и боре се са њима. Био је заљубљен у Артемиду, која му је, на наговор Аполона, послала поруку да ако обуставе опсаду, да ће доћи на острво Накс, како би му се предала. От је био пресрећан, али је његов брат Ефијалт постао љубоморан и љут, јер није примио сличну поруку од Хере у коју је сам био заљубљен. Због тога је међу њима избила жестока свађа. Ефијалт је захтевао или да одбију услове или да се он, као старији, први наужива с Афродитом. Расправа је достигла врхунац кад се појавила Афродита у облику кошуте и обојица су се машили за своје џилите, сваки од њих спреман да докаже како је баш он достојан љубави. Афродита је брзо протрчала између њих, а они, осврнувши се на њу, проболи су један другог.[1] Ота су помињали Хомер у „Илијади“ и „Одисеји“, Пиндар и Аполодор.[3]
- У Хомеровој „Илијади“, учесник тројанског рата, предводник Епејаца из Елиде. Убио га је Полидамант.[4]

## Биологија
Латинско име ових личности (Otus) је назив за род птица. Многи гиганти су такође били повезивани са птицама попут Порфириона и Алкионеја.

## Нордијска митологија
Када су богови Один, Хени и Локи угледали видру како крај водопада једе лососа, Локи ју је убио каменом и одрао. Потом су заноћили код Хрејдма, који је, видевши крзно у Локијевим рукама, схватио да су убили његовог сина Ота, преображеног у животињу. Зато их је везао и захтевао да откупе живот његовог сина, тако што ће крзно обложити и напунити златом. Због тога је Локи отишао у земљу црних елба да донесе тражени откуп. Тамо је пронашао патуљка Андварија, који се био преобразио у рибу и присилио га да му да своје благо. Патуљак је морао то да учини, али је проклео прстен који је умножавао злато да сваком ко га поседује донесе смрт. Тај прстен је најпре припао Хрејдмаровим синовима, а потом и Сигурду и Нибелунзима.